# L'incredibile Jessica James
L'incredibile Jessica James (The Incredible Jessica James) è un film del 2017 diretto da James C. Strouse.
La pellicola, di produzione statunitense, è stata presentata al Sundance Film Festival del 2017, il 27 gennaio.

## Trama
Jessica James, dopo tre mesi, non ha superato il trauma della chiusura del suo rapporto con Damon. Lasciato l'Ohio, la promettente drammaturga è a New York già da diversi anni, ma non ha ancora ricevuto riscontri positivi dai numerosi teatri ai quali si è proposta.
Il suo unico sostentamento è dato dall'insegnamento in una scuola di teatro per bambini, che le dà grandi soddisfazioni soprattutto dal punto di vista umano.
L'amica Tasha le organizza un incontro con Boone, un uomo divorziato, come lei bisognoso di voltare pagina ma incapace di farlo. E Boone, a differenza degli altri uomini incontrati dopo Damon, si dimostra affascinato dall'eccentricità di Jessica, tanto da cercarla insistentemente dopo una notte insieme, alla quale lei però non sembrava voler dar seguito.
I due iniziano così a frequentarsi stringendo un accordo che prevede che entrambi smettano di seguire i rispettivi ex sui social, ma anche che ognuno cominci a seguire l'ex dell'altro.
Jessica scopre poi che Boone ha avuto un ritorno di fiamma con l'ex moglie Mandy e lo lascia delusa.
In seguito Jessica chiude con successo il suo corso con i bambini e ottiene un invito da un teatro di Londra per rappresentare una sua opera. Quando incontra Damon lo saluta con affetto, dimostrando soprattutto a se stessa di essersi messa alle spalle la storia con lui.
Boone che si è scusato e la attende, può farsi avanti fiducioso, e intanto con le proprie ore di volo a disposizione in quanto frequent flyer, offre il biglietto per Londra a Tasha e alla piccola Shandra, che così potranno accompagnare una raggiante Jessica.

## Distribuzione
Netflix ne ha acquisito i diritti di distribuzione nel gennaio del 2017 e dal 28 luglio dello stesso anno ha reso disponibile il film sulla sua piattaforma.